# Barabasteppe
De Barabasteppe of Barabalaagland (Russisch: Бара́бинская ни́зменность, Barabinskaja nizmennost, ook Бара́бинская степь, Barabinskaja step of verkort Бара́ба, Baraba) is een landschap in het zuidoosten van het West-Siberisch Laagland tussen de Ob en Irtysj in Rusland.

## Ligging
Het is een licht heuvelachtige bossteppe-vlakte met een oppervlakte van 117 duizend km². Het bezet het westen van de oblast Novosibirsk en het oosten van de oblast Omsk, in het noorden gaat het over in de Vasjoeganmoerassen en in het zuiden in de Koeloendasteppe. De steppe wordt in het centrale deel doorkruist door de Trans-Siberische spoorlijn (sectie Omsk - Novosibirsk). De Barabasteppe ligt 100 tot 150 m boven zeeniveau.

## Vegetatie
Met name het zuiden van de Barabasteppe wordt gekenmerkt door parallelle, west-oost lopende langgerekte verhogingen genaamd grivy. Deze verhogingen zijn bedekt met grassteppe afgewisseld met berkenbossen. Zwarte aarde-bodems zijn wijdverspreid. De laagtes die tussen de verhogingen liggen, waarvan sommige geen uitstroom hebben, worden vaak bezet door meren, zoals het zoute Tsjanymeer, het Oebinskojemeer en het Zartlanmeer. Veenmosmoerassen en zoutmoerassen zijn kenmerkend voor de laaglanden.

## Gebruik
De Barabasteppe is een van de belangrijkste landbouwgebieden van Siberië. Met name akkerbouw en melkveehouderij worden bedreven. De ontginning begon in de 18e eeuw, en werd vanaf de tweede helft van de 19e eeuw en vooral vanaf de jaren 1930 geïntensiveerd door grondverbeteringsmaatregelen, zoals drooglegging van moerassen en meren. Tegenwoordig wordt het grootste deel van de Barabasteppe ingenomen door akkers en weilanden, terwijl de oorspronkelijke vegetatie sterk is verminderd.
- Gemeinsame Normdatei: 4004486-5
- Virtual International Authority File: 244514965